# Angelo Michele Colonna
Angelo Michele Colonna (ur. 1604 w Cernobbio, zm. 1687 w Bolonii) – włoski malarz barokowy, specjalizował się w malowaniu iluzorycznych perspektyw architektonicznych, zwanych kwadraturami.
Urodził się w 1604 w Cernobbio w Lombardii. W Bolonii uczył się malarstwa pod kierunkiem Danielego Crespiego i Girolama Curtiego. W pracowni Curtiego poznał Agostina Mitellego, z którym ściśle współpracował przez następne 30 lat. Przykłady ich kwadratur można znaleźć w Rzymie (Palazzo Spada, 1635) i Florencji (Palazzo Pitti 1637–1641). Mitelli i Colonna wyjechali do Madrytu w 1658 zaproszeni przez Velázqueza, nadwornego malarza Filipa IV, do współpracy przy dekoracji królewskiego Alkazaru i Pałacu Buen Retiro. Mitelli zmarł w 1660 Madrycie, pracując nad freskami w klasztorze La Merced, które Colonna dokończył sam po jego śmierci. Colonna wrócił do Bolonii w 1662, gdzie kontynuował pracę nad freskami. Pojechał także do Paryża, gdzie współpracował przy dekoracji Wersalu.